# Marko Nieminen
Marko Niemistö Nieminen (* 10. September 1987 in Lahti) ist ein finnischer Biathlet.
Marko Nieminen lebt in Orimattila und trainiert in Pasina. Er startete für Lahden Hiihtoseura und wird von Marko Passila trainiert. Mit dem Biathlonsport begann der Finne 2003, seit 2005 gehört er dem finnischen Nationalkader an. Seinen internationalen Einstand gab er bei den Biathlon-Juniorenweltmeisterschaften 2005 in Kontiolahti, wo er bei den Jugendrennen 28. des Einzels und 21. des Sprints wurde, sich im Verfolgungsrennen bis auf den neunten Rang verbesserte und mit der Staffel auf Platz sieben kam. Zudem trat er auch in der Jugend-Staffel an und wurde dort Siebter. Ein Jahr später wurde er in Presque Isle 15. des Einzels, Sechster des Sprints, Zehnter der Verfolgung und Fünfter mit der finnischen Staffel. Es folgte wenig später die Teilnahme an den Juniorenrennen der Biathlon-Europameisterschaften 2006 in Langdorf, wo Nieminen Neunter des Einzels, 18. des Sprints und 31. der Verfolgung wurde. Seine dritten Juniorenweltmeisterschaften lief er 2007 in Martell. In Italien lief er auf die Plätze 53 im Einzel, 54 im Sprint und 14 mit der Staffel. Im Jahr darauf nahm er in Ruhpolding letztmals an einer Junioren-WM teil und erreichte die Plätze 45 im Einzel, 17 im Sprint, 29 in der Verfolgung und sechs mit der Staffel.
Sein Debüt bei den Männern gab Nieminen 2009 bei Rennen in Oberhof im Biathlon-Weltcup. Im Sprint wurde er 102., mit Jouni Kinnunen, Jarkko Kauppinen und Janne Kantanen im Staffelrennen 16. Erstes Großereignis im Leistungsbereich wurden die Biathlon-Europameisterschaften 2010 in Otepää, bei denen der Finne 60. des Einzels wurde, sich als 59. des Sprints knapp für das Verfolgungsrennen qualifizierte und bei diesem 52. wurde. Mit Eppu Väänänen, Ville Simola und Matti Hakala wurde er zudem als Schlussläufer der Staffel 13.
Zwischen 2005 und 2007 startete Nieminen auch mehrfach in unterklassigen Skilanglaufrennen des Scandinavia Cups und in FIS-Rennen.

## Weltcupstatistik
Die Tabelle zeigt alle Platzierungen (je nach Austragungsjahr einschließlich Olympische Spiele und Weltmeisterschaften).
- 1.–3. Platz: Anzahl der Podiumsplatzierungen
- Top 10: Anzahl der Platzierungen unter den ersten zehn (einschließlich Podium)
- Punkteränge: Anzahl der Platzierungen innerhalb der Punkteränge (einschließlich Podium und Top 10)
- Starts: Anzahl gelaufener Rennen in der jeweiligen Disziplin

| Platzierung                      | Einzel | Sprint | Verfolgung | Massenstart | Staffel | Gesamt |
| -------------------------------- | ------ | ------ | ---------- | ----------- | ------- | ------ |
| 1. Platz                         |        |        |            |             |         |        |
| 2. Platz                         |        |        |            |             |         |        |
| 3. Platz                         |        |        |            |             |         |        |
| Top 10                           |        |        |            |             |         |        |
| Punkteränge                      |        |        |            |             | 1       | 1      |
| Starts                           |        | 1      |            |             | 1       | 2      |
| Stand: nach der Saison 2010/2011 |        |        |            |             |         |        |